# Notre-Dame-de-Pontmain
Notre-Dame-de-Pontmain är en kommun i provinsen Québec i Kanada. Den ligger i regionen Laurentides, i den sydöstra delen av landet, 100 km norr om huvudstaden Ottawa.